# Pedro Hestnes
Pedro Hestnes est un acteur portugais né en 1962 et mort du cancer le 20 juin 2011 à Lisbonne.
Il a reçu de manière posthume les deux principaux prix du cinéma portugais : un Globo de Ouro et un prix Sophia.

## Filmographie partielle
- 1988 : Tempos Difíceis de João Botelho - Bastos
- 1988 : Agosto de Jorge Silva Melo - Alberto
- 1989 : Le Sang de Pedro Costa - Vicente
- 1990 : Le Trésor des îles Chiennes de F. J. Ossang - le barman du palace
- 1994 : Casa de Lava de Pedro Costa - le fils d'Edith
- 1994 : Les Trois palmiers de João Botelho - le père
- 1997 : Docteur Chance de F.J. Ossang - Angstel
- 2000 : Capitaines d'avril de Maria de Medeiros - Emílio
- 2000 : Combat d'amour en songe de Raoul Ruiz - Marc